# Setodes niveolineatus
Setodes niveolineatus là một loài Trichoptera trong họ Leptoceridae. Chúng phân bố ở miền Australasia.